# Schizocosa salsa
Schizocosa salsa är en spindelart som beskrevs av Barnes 1953. Schizocosa salsa ingår i släktet Schizocosa och familjen vargspindlar. Inga underarter finns listade i Catalogue of Life.